# Nora Springs
Nora Springs és una població dels Estats Units a l'estat d'Iowa. Segons el cens del 2000 tenia 1.532 habitants.

## Demografia
Segons el cens del 2000, Nora Springs tenia 1.532 habitants, 597 habitatges, i 401 famílies. La densitat de població era de 270,1 habitants/km².
Dels 597 habitatges en un 31,8% hi vivien nens de menys de 18 anys, en un 55,9% hi vivien parelles casades, en un 7,9% dones solteres, i en un 32,8% no eren unitats familiars. En el 29,6% dels habitatges hi vivien persones soles el 14,1% de les quals corresponia a persones de 65 anys o més que vivien soles. El nombre mitjà de persones vivint en cada habitatge era de 2,39 i el nombre mitjà de persones que vivien en cada família era de 2,95.
Per edats la població es repartia de la següent manera: un 24% tenia menys de 18 anys, un 7,8% entre 18 i 24, un 26,6% entre 25 i 44, un 23,2% de 45 a 60 i un 18,4% 65 anys o més.
L'edat mediana era de 40 anys. Per cada 100 dones de 18 o més anys hi havia 89,7 homes.
La renda mediana per habitatge era de 34.926 $ i la renda mediana per família de 43.516 $. Els homes tenien una renda mediana de 28.043 $ mentre que les dones 21.536 $. La renda per capita de la població era de 16.246 $. Entorn del 3% de les famílies i el 5,3% de la població estaven per davall del llindar de pobresa.

## Poblacions més properes
El següent diagrama mostra les poblacions més properes.